# Czasowniki (album)
Czasowniki – dziewiąty album Elektrycznych Gitar wydany 13 czerwca 2016. Drugie po Historii wydawnictwo zespołu zawierające piosenki o tematyce historycznej, tym razem, oprócz pierwszego utworu, z XX-wiecznej historii Polski.

## Lista utworów
1. „Nazywam się Mieszko I” (J. Sienkiewicz)
2. „Jedenasty listopada 1918”  (J. Sienkiewicz)
3. „Zamach 1926” (J. Sienkiewicz)
4. „Szymon Kobyliński, rok 1942” (J. Sienkiewicz)
5. „Pilot Josef František” (J. Sienkiewicz)
6. „Zwycięstwo 1945” (J. Sienkiewicz)
7. „Nikt nie obiecywał” (J. Bojakowski / J. Sienkiewicz)
8. „Andrzej Panufnik wybrał wolność” (J. Sienkiewicz)
9. „Poznań, czerwiec 1956” (J. Sienkiewicz)
10. „Węgry, powstanie 1956” (J. Sienkiewicz)
11. „Radom, Polska 1976” (J. Sienkiewicz)
12. „Uniwerek 200 lat” (J. Sienkiewicz)

## Wykonawcy
- Kuba Sienkiewicz – gitara, śpiew, melodyka
- Piotr Łojek – instrumenty klawiszowe
- Tomasz Grochowalski – gitara basowa, kontrabas
- Aleksander Korecki – saksofon, flet
- Leon Paduch – perkusja, instrumenty perkusyjne
- Jacek Wąsowski – gitara prowadząca, banjo